# 邕寧区
邕寧区（ようねい-く）は中華人民共和国広西チワン族自治区南寧市に位置する市轄区。

## 行政区画
- 鎮:蒲廟鎮、那楼鎮、新江鎮、百済鎮、中和鎮